# Johann Georg Högl

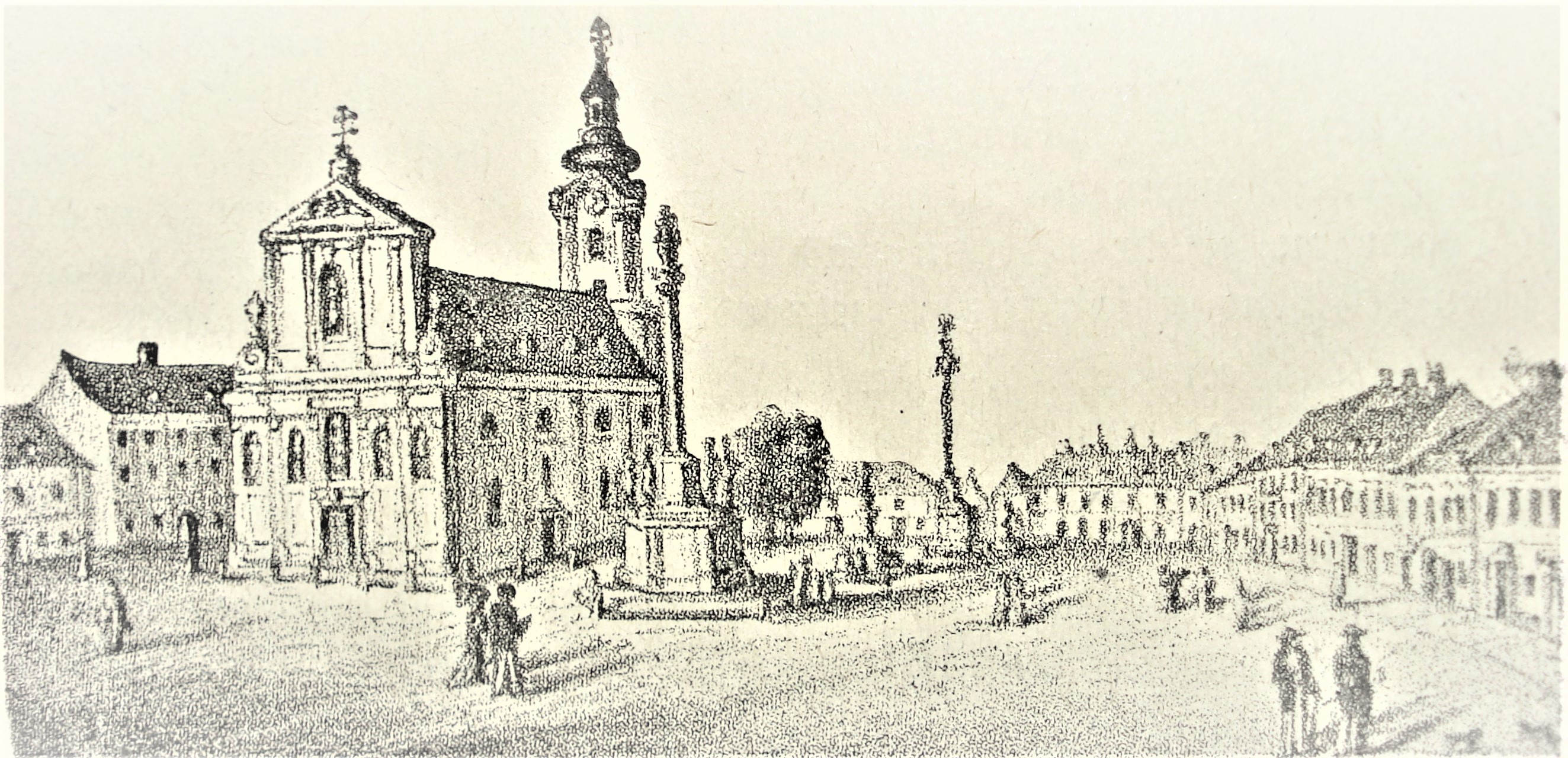
Bruck an der Leitha Hauptplatz, 19. Jh.

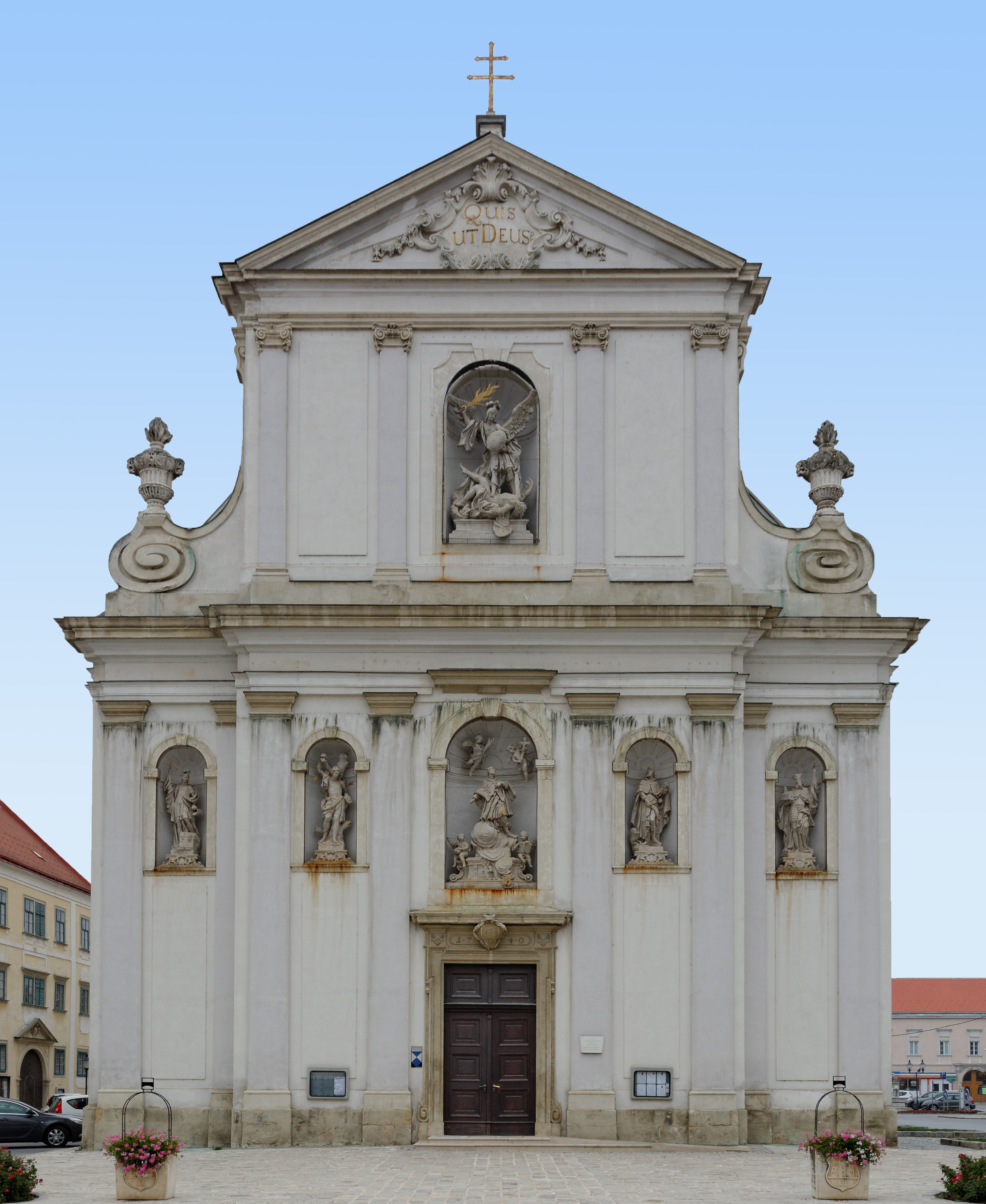
Pfarrkirche Bruck an der Leitha Südfassade 1738–1742

Johann Georg Högl (auch Hügel, * um 1706 in Burgschleinitz-Kühnring; † 1. August 1748 in Bruck an der Leitha) war ein österreichischer Steinmetzmeister und Bildhauer.

## Familie
Sein Vater Johann Gallus Hügel, Steinmetzmeister in Eggenburg, war 1664 in der Dreiflüssestadt Gemünden am Main im Frankenland geboren, verließ seine Heimatstadt und arbeitete ab 1692 im Eggenburger Steinmetzhandwerk     als Meister. Er ehelichte Anna Maria N., sie starb im Oktober 1708, Kinder mussten versorgt werden, so verheiratete sich der Witwer wieder im Jänner 1709 mit Catharina Wödl, Tochter des Eggenburger Fleischers. Zwei seiner Brüder lernten, so wie er auch das Steinmetzhandwerk, Johann Caspar Högl (* 1702) und Georg Andreas Högl (* 1714). Der älteste Bruder Joseph (* 1696) wurde als P. Joachim Mönch der Kartause Gaming.

## Eggenburg – Wien – Bruck an der Leitha
Er heiratete 1738 in der Michaelerkirche zu Wien Rosalia Bayerin, sie starb kurz danach, denn bei der Taufe des Sohnes Joseph 1741 wurde Anna Maria Högl als Mutter angegeben.

„Herr Johann Georg Hügel, Bildhauer, des Gallus Hügel und der Sybilla (?) leg. Sohn, wohnt in dem blauen Carmeliterhaus bei dem Traidmarkt, mit der Jungfer Rosalia Bayerlin, des Tobias Bayer und der Anna leg. Tochter, wohnt beim goldenen Löwen in Mariahilf. Zeugen waren Johannes Holtzner, bürgl. Waderlmacher, Andreas Bachleuthner, Schmuckkästchenerzeuger.“

### Steinmetzhandwerk in Bruck an der Leitha 1737
Johann Georg Högl erhielt 1737 das Bürgerrecht in Bruck, zugleich nahm ihn die Viertellade der Steinmetzen und Maurer in Bruck als Meister auf. Er starb 1748, die Witwe ehelichte im November des Jahres den Steinmetzmeister Johann Wieder, der dann die Aufgabe des Lehrmeisters für Sohn Joseph übernahm.

## Pfarrkirche Bruck an der Leitha
Der Erbauer der Kirchenfassade war Johann Georg Windpässinger, Baumeister zu Bruck an der Leitha.
Architekturteile, wie herausragende Gesimse mit seitlichen Voluten und Vasenkrönung, Kapitelle und Säulen, der Giebel über dem Mittelrisalit, das Hauptportal mit Stadtwappen, wurden von den Steinmetzmeistern Johann Georg Hügel, Christoph Kräll, Mathias Chrischanitz und den Brüdern Hartmader gefertigt. Fachkundige Berater aus Wien beschlossen als Baumaterial den harten Stein des Leithagebirges, vorzugsweise den Kaiserstein aus Kaisersteinbruch.

## Stift Altenburg

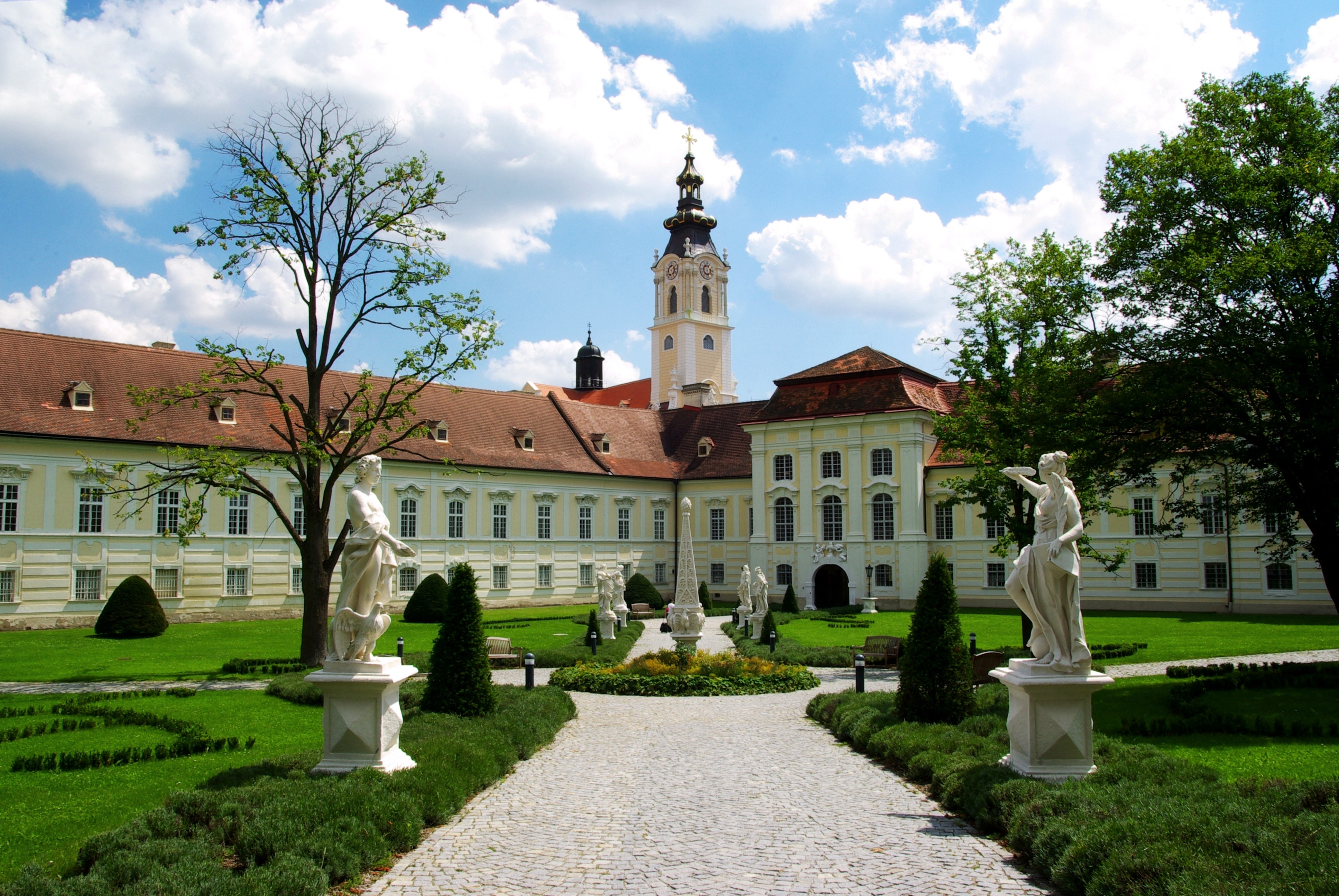
Stift Altenburg, Statuen mit Postamenten
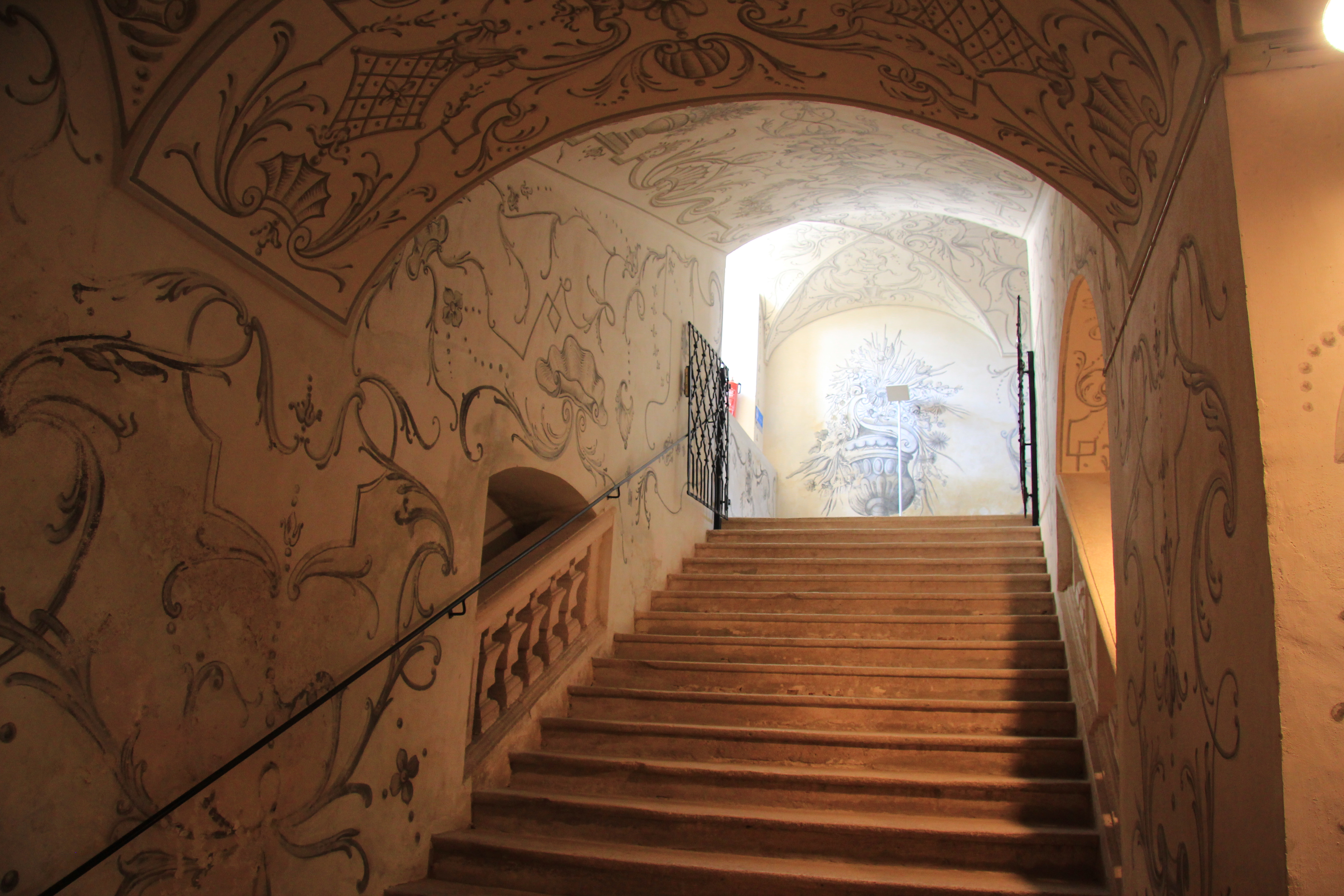
Stiege in die Krypta
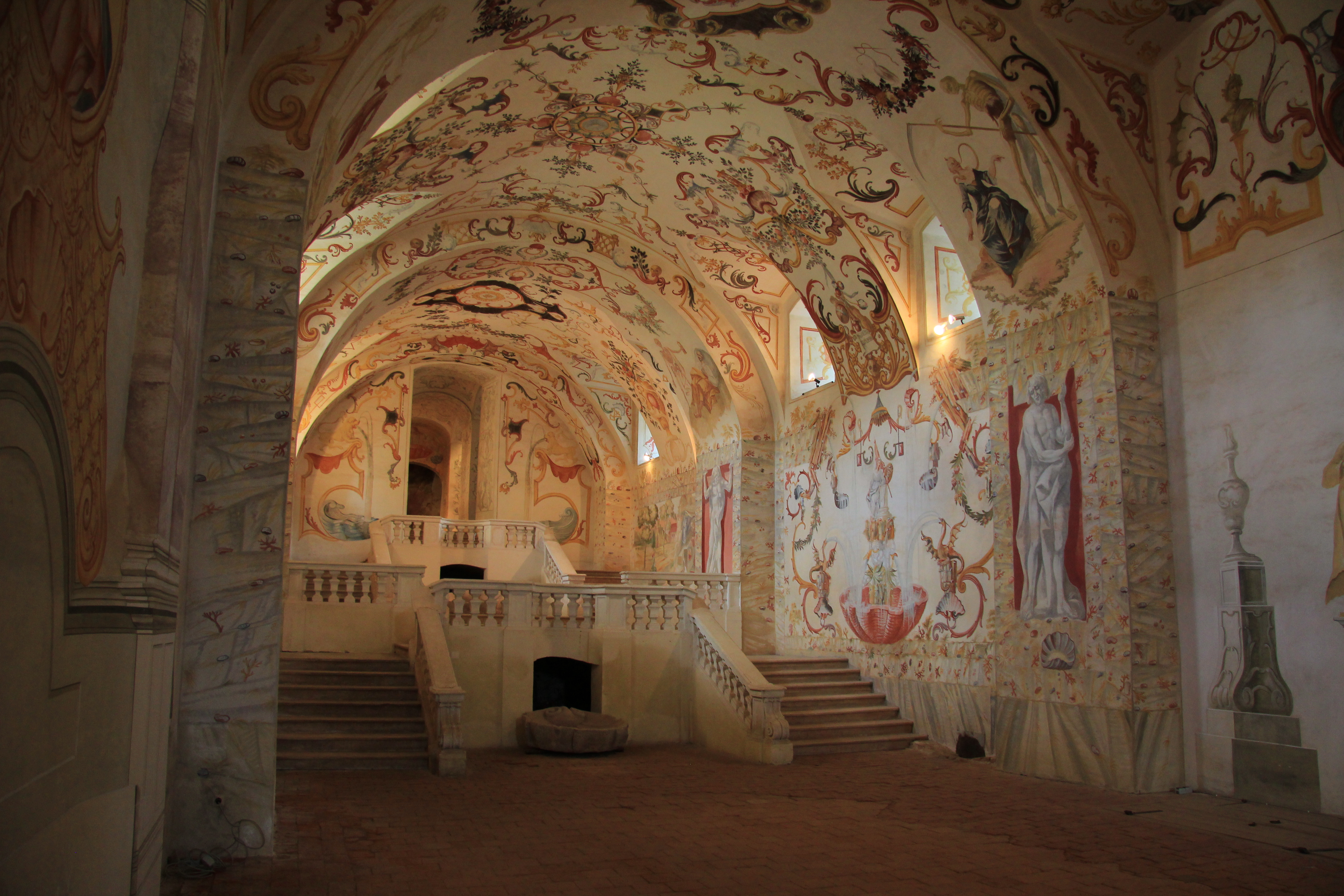
Foto Benutzer:Karl Gruber
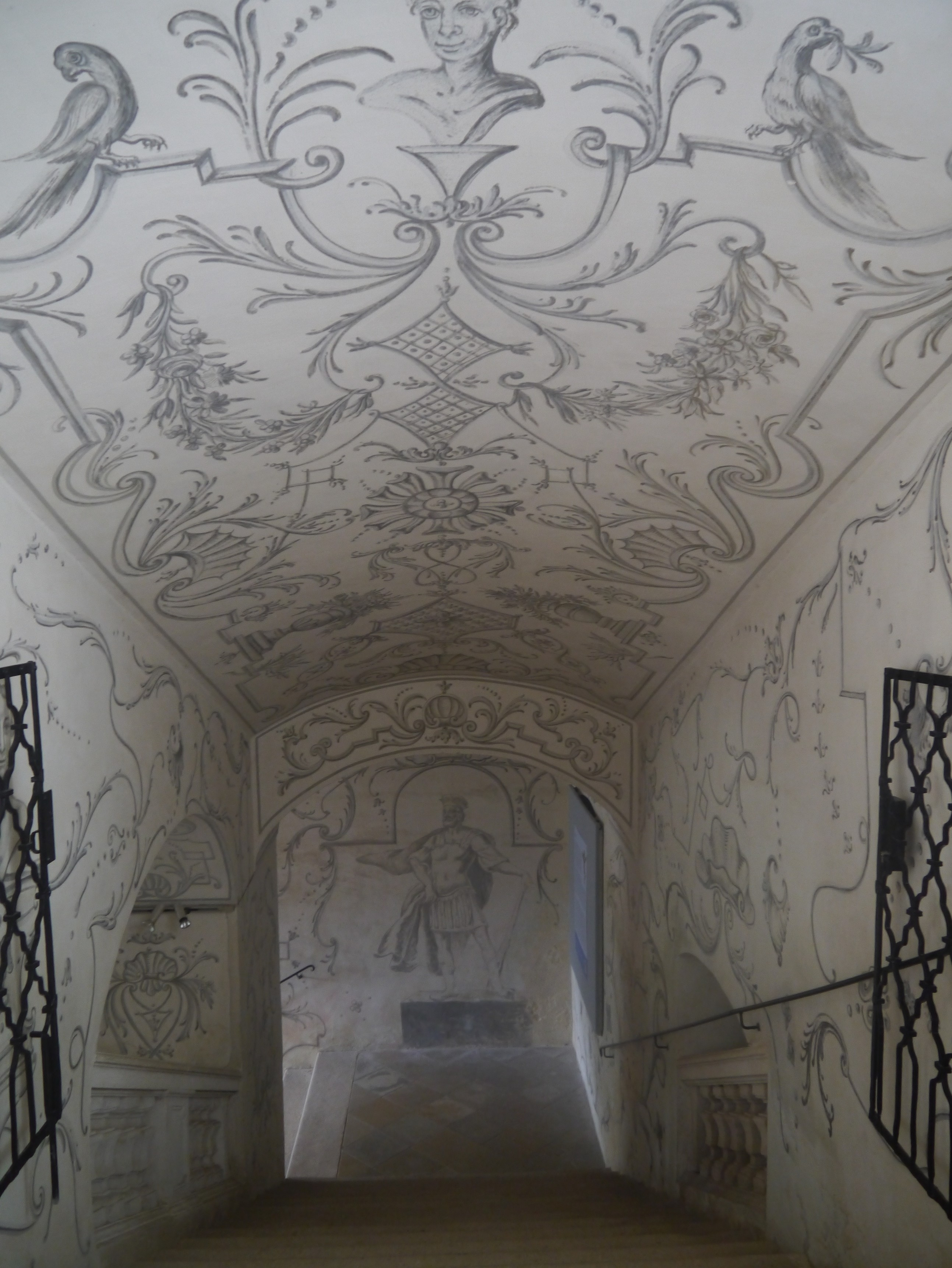
Zugang zur Krypta

Der ältere Bruder Johann Caspar Högl, Steinmetzmeister in Eggenburg, lieferte 1742 Bildhauersteine für das Stift Altenburg, dem Bildhauer Jakob Christoph Schletterer. Johann Georg Högl, der auch als Marmorierer und Stuckateur bezeichnet wurde, lieferte Steine. 1737, 1738 und 1745. Er arbeitete an der Hauptstiege in die Gruft, an Postamenten im Prälaturgarten usw., zuletzt noch 1748 mit Gartentüren und Brunnenbecken.